# Leonhard Helbich-Poschacher
Leonhard Helbich-Poschacher (* 26. Dezember 1955) ist ein österreichischer Jurist, Dachdeckermeister und Baustoffhändler. Er besitzt und leitet mit der Austrodach GmbH das führende österreichische Baustoffhandelsunternehmen für den Dachbereich.

## Leben
Leonhard Helbich-Poschacher ist der jüngere Sohn des österreichischen Industriellen und Politikers Leopold Helbich und der Unternehmerin Burgl Helbich-Poschacher. Er absolvierte Schottengymnasium und Jusstudium in Wien und ergänzte die akademische Ausbildung durch ein Doktoratsstudium sowie  1982 durch ein MBA-Studium in Arizona, USA. Für seine unternehmerischen Tätigkeit sind ihm Lehre und Meisterausbildung im Dachdeckergewerbe von Nutzen. Er wohnt mit Gattin Karin und vier Töchtern in Perg. Seit 1976 ist er Mitglied der katholischen Studentenverbindung KaV Norica Wien im ÖCV.

## Beruf
1983 stieg er in den 1839 gegründeten elterlichen Familienbetrieb ein und baute ab 1986 dort als Geschäftsführer die erst 1974 gegründete Baustoffsparte von damals 29 auf heute 90 Mitarbeiter aus. Ende der 1980er-Jahre legte er den Grundstein für das Einkaufszentrum Donaupark in Mauthausen mit heute 59 Shops auf 19.000 Quadratmetern Fläche. Auch Dachdeckerei und Spenglerei wurden kräftig ausgebaut und 1992 mit der Austrodach GmbH mit Sitz in Sankt Valentin ein Unternehmen geschaffen, das auf den Baustoffhandel im Dachbereich spezialisiert ist und im Jahr 2000 knapp eine Milliarde Schilling Umsatz erzielt. Er ist Präsident des Verbandes österreichischer Baustoffhändler, dem 120 Betriebe mit rund 4.500 Mitarbeitern und einem Jahresumsatz von rund € 2 Milliarden angehören und war von 2001 bis 2004 auch Präsident des europäischen Verbands der Baustoffhändler (UFEMAT).